# Colletorto
Colletorto é uma comuna italiana da região do Molise, província de Campobasso, com cerca de 2.474 habitantes. Estende-se por uma área de 35 km², tendo uma densidade populacional de 71 hab/km². Faz fronteira com Carlantino (FG), Casalnuovo Monterotaro (FG), San Giuliano di Puglia, Sant'Elia a Pianisi.

## Demografia
| Variação demográfica do município entre 1861 e 2011                               |
|                                                                                   |
| Fonte: Istituto Nazionale di Statistica (ISTAT) - Elaboração gráfica da Wikipedia |